# Castello di St Donat's

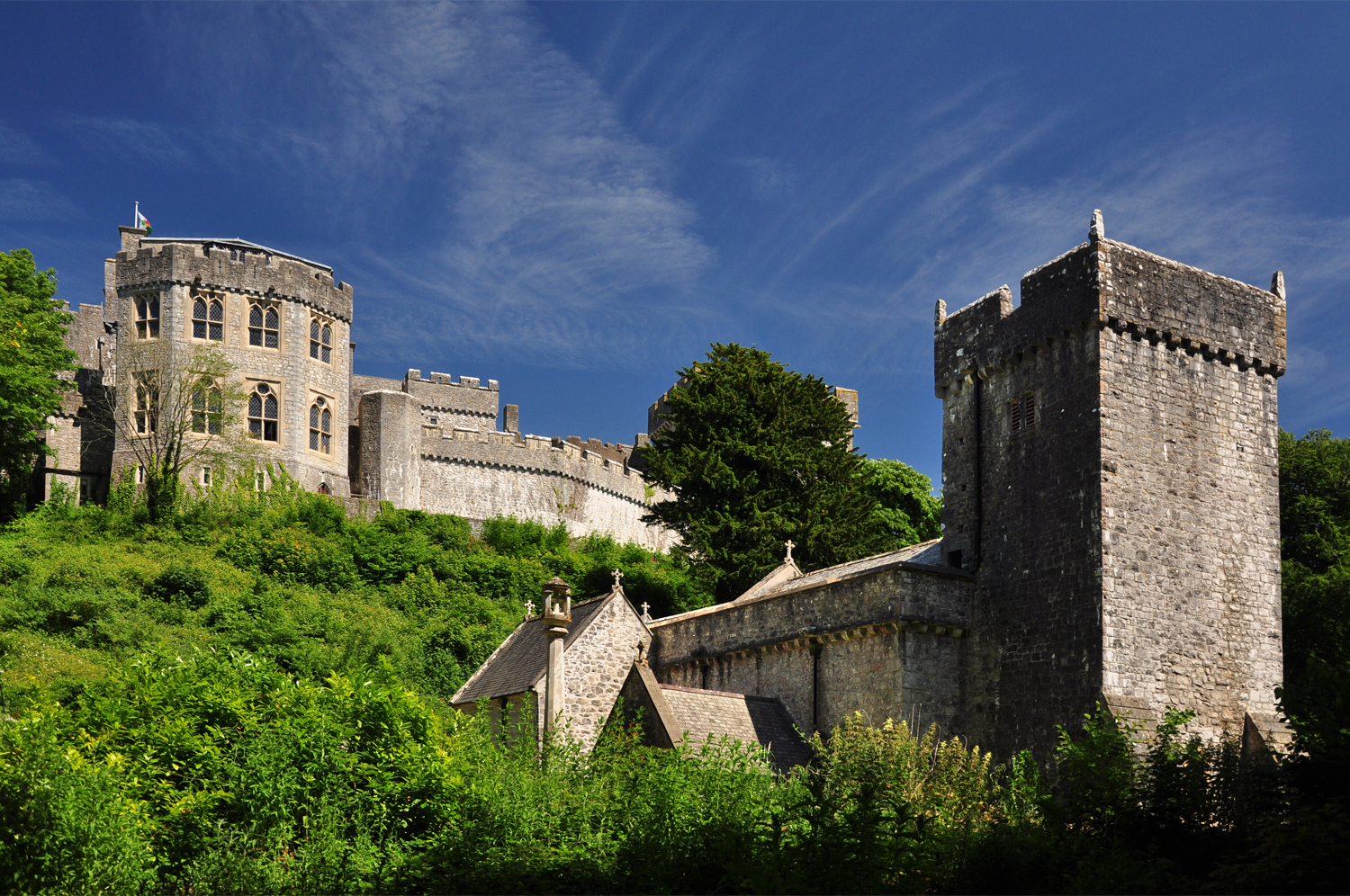
Veduta del castello di St Donat's.

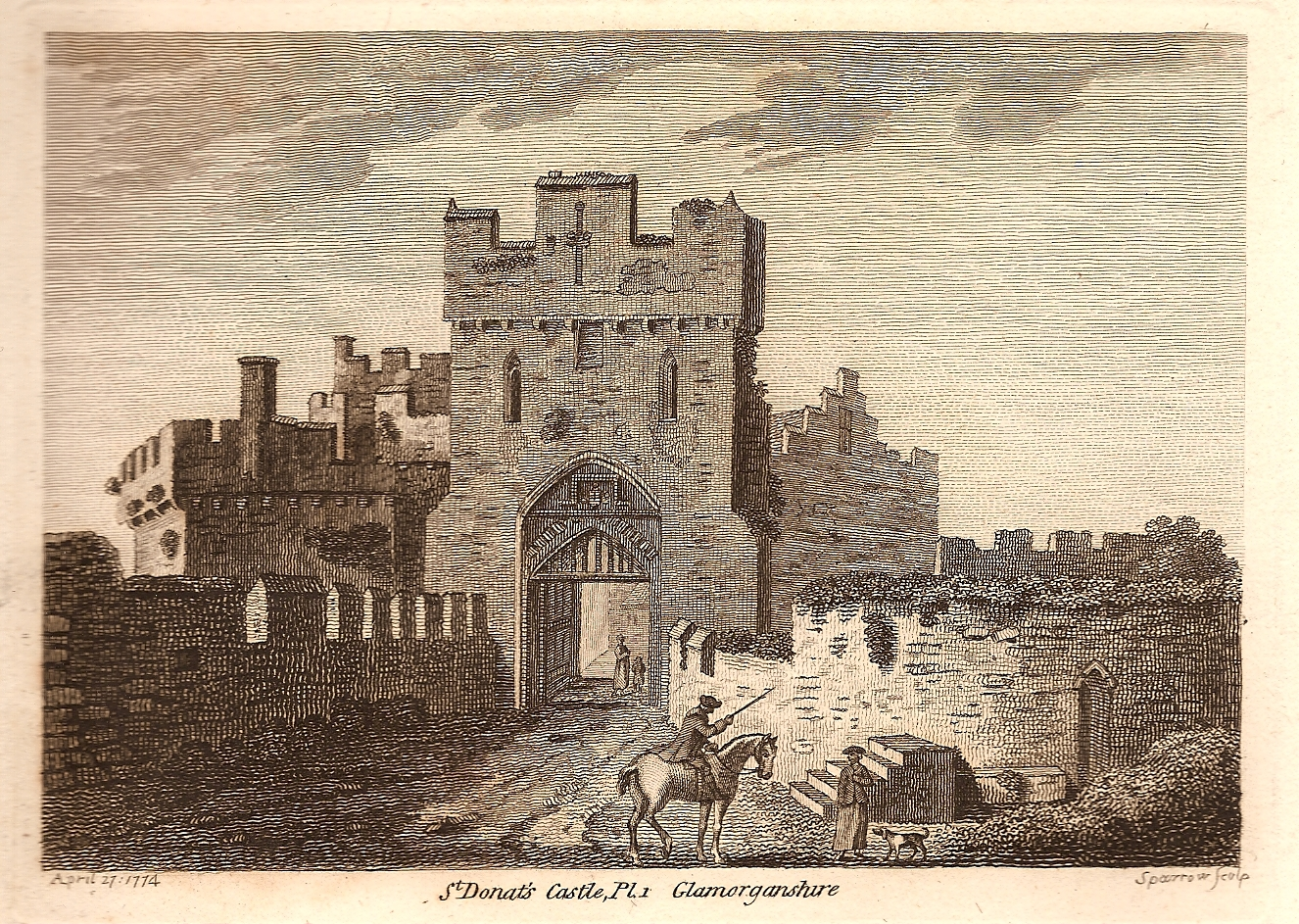
Il castello di St Donat's in una stampa del XVIII secolo.

Il castello di St Donat's (o St Donats; in inglese: Saint Donat's Castle; in gallese: Castell Sain Dunwyd) è un castello della cittadina gallese di St Donats (o St Donat's), nel distretto di contea di Vale of Glamorgan (Galles sud-orientale), eretto nel XII secolo ed ampliato nel XIII, XV e XVI secolo. Fu per oltre quattro secoli (dal 1298 al 1738) la dimora della famiglia Stradling ed è dal 1962 la sede dello United World College of the Atlantic.
L'edificio è classificato come castello di primo grado.

## Storia
Agli inizi dell'XI secolo, poco dopo la conquista normanna del Glamorgan, venne eretto a St Donat's un castello in legno. In seguito, alla fine del XII secolo, questo castello venne sostituito da una fortezza in pietra.
La fortezza originaria fu di proprietà della famiglia De Hawey fino al 1298, anno della morte di Thomas de Hawey III, che non lasciò eredi. Successivamente, in seguito al matrimonio di Joan de Hawey con Sir Peter Stratelynge, il castello divenne di proprietà della famiglia Stradling, che era originaria della Svizzera.
Stratelynge e la moglie e, in seguito il secondo marito di quest'ultima, John de Pembridge, e probabilmente anche il figlio di Peter Stratelynge, Edward Stradling, fecero ampliare la struttura a cavallo tra il XIII e il XIV secolo. In particolare, venne fortificata la cortina esterna e realizzata la torre settentrionale.
Con l'estinzione del casato di Stradling nel 1738, il castello cadde progressivamente in rovina, tanto che già nel 1803 la struttura era in gran parte non abitabile.
Nel 1862 il castello venne acquisito per 5000 sterline dal dott. John Nicholl-Carne, che intraprese un'opera di restauro della struttura. L'opera di ammodernamento fu poi proseguita tra il 1901 e il 1909 dal nuovo proprietario Morgan Stuart Williams, un imprenditore nel settore minerario,  che incaricò gli architetti Lambert, Bodley e Garner.
Nel 1925 il castello di St Donat's venne acquistato dal magnate William Randolph Hearst. Hearst fece arredeare gli interni del castello con dei mobili provenienti da vari edifici storici della Gran Bretagna, tra cui quelli del priorato di Bradenstroke. Complessivamente, Hearst investì circa 250.000 sterline per la ristrutturazione del castello.
Nel 1937, Hearst conobbe un tracollo finanziario e mise in vendita il castello, che venne quindi acquisito nel 1960 per la cifra di 65.000 sterline e trasformato due anni dopo nello United World College of the Atlantic.

## Architettura
Il castello di St Donat's si erge su uno sperone roccioso che si affaccia sul canale di Bristol.
Tra i punti di interesse, figurano la Mansell Tower, situata nell'ala orientale, la Bradenstoke Hall, edificio moderno con un tetto del XIV secolo, e la Lady Ann Tower, edificio moderno situato a sud-ovest della Bradenstoke Hall.